# ماو يوان
ماو يوان هو ملحن صيني، ولد في 1926.

## وصلات خارجية
- ماو يوان على موقع ميوزك برينز (الإنجليزية)
- ماو يوان على موقع ديسكوغز (الإنجليزية)